# Vladimer Gaprindashvili

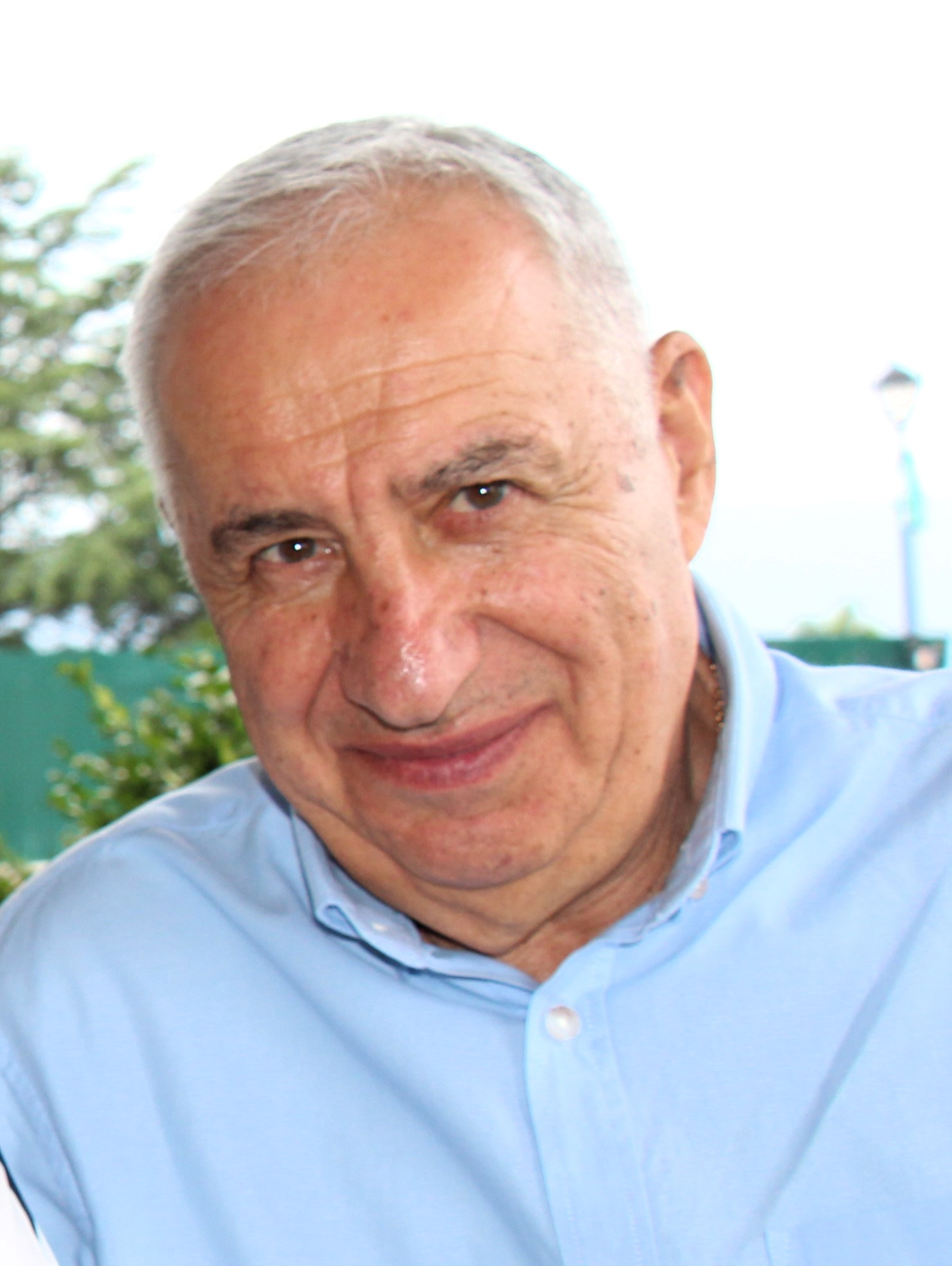
Vladimer Gaprindashvili 2024

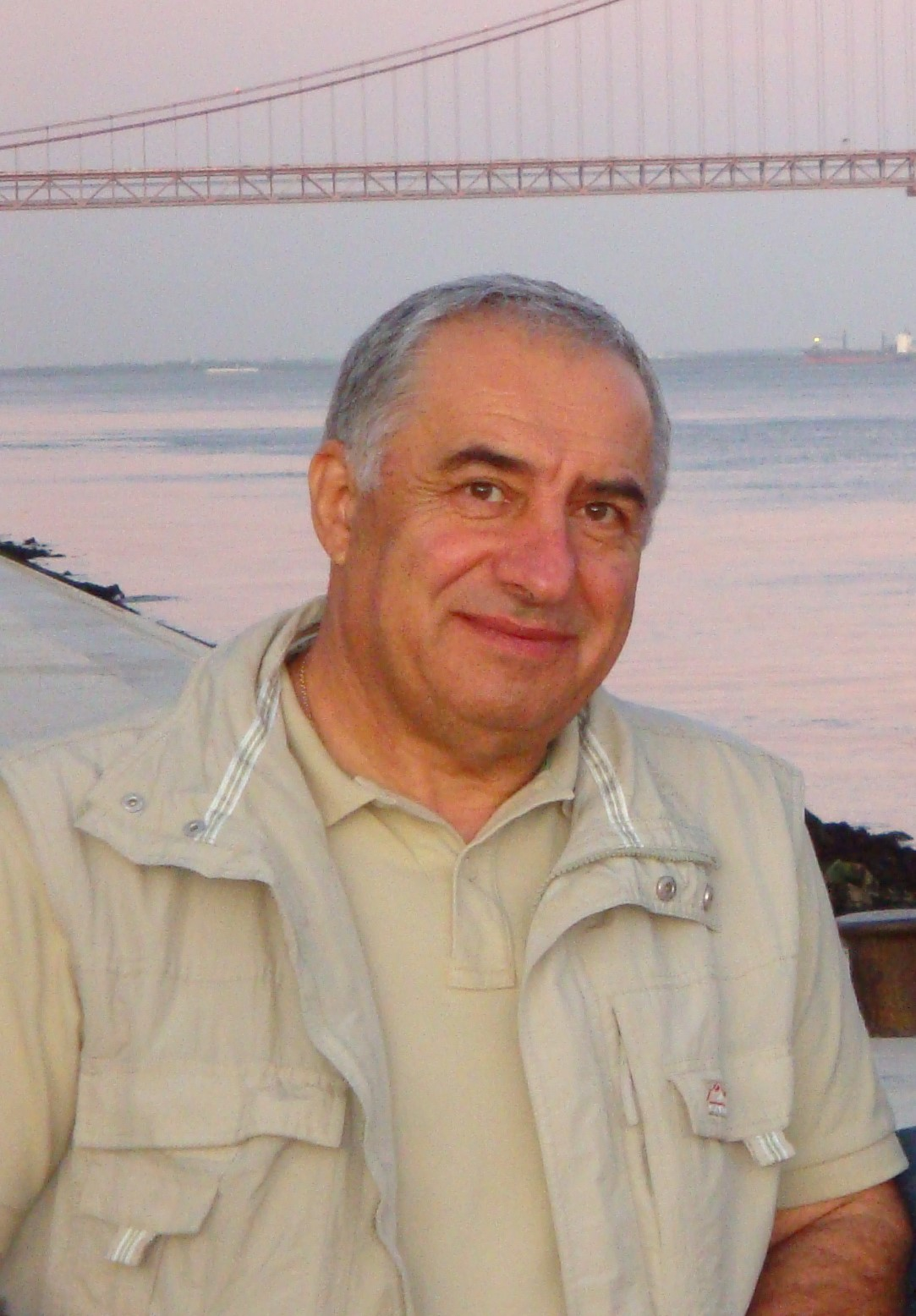
Vladimer Gaprindashvili 2009

Vladimer Gaprindashvili (nascido em 14 de agosto de 1946, na cidade de Chiatura, localizada na Geórgia) é um renomado engenheiro georgiano amplamente reconhecido pelas suas significativas contribuições ao desenvolvimento e modernização da indústria de gás natural no país. Sua atuação ao longo dos anos teve um impacto notável no setor energético georgiano, solidificando o seu nome como figura de destaque na engenharia e no progresso industrial da Geórgia. As suas realizações contribuíram para o crescimento econômico do país e sua influência no setor continua a ser amplamente respeitada.
Vladimer Gaprindashvili concluiu os seus estudos no Instituto Politécnico da Geórgia em 1971, e dois anos depois, em 1973, iniciou a sua carreira profissional como engenheiro no Escritório de Redes de Gás e Estações Regulatórias da empresa "Tbilgas", que estava sob a jurisdição do Comitê Principal de Gaseificação da Geórgia. Em 1978, ele foi transferido para "Saktransgazmretsvi", onde assumiu o cargo de Chefe da Unidade Industrial de Estações de Compressão, desempenhando um papel crucial na operação e manutenção dessas estações. Entre os anos de 1982 e 1985, Gaprindashvili foi enviado numa missão empresarial à República de Cuba, onde ocupou uma série de posições de destaque, contribuindo significativamente para as operações e projetos durante o período em que esteve no país.

Ao voltar para a Geórgia em 1985, Vladimeri Gaprindashvili reassumiu as suas funções na empresa "Saktransgazmretsvi", onde ocupava o cargo de Chefe de Operações Industriais das Estações de Compressão. Em 1993, foi promovido para o posto de Chefe da Unidade de Potência Mecânica na mesma organização, onde continuou a desempenhar um papel crucial. Além disso, ele esteve envolvido ativamente no programa TACIS da União Europeia, contribuindo com o seu vasto conhecimento e experiência. Em 1998, Gaprindashvili realizou uma formação profissional especializada na empresa “Gas de France”, localizada em França, aprimorando ainda mais as suas qualificações técnicas.
Em 1999, Vladimeri Gaprindashvili foi promovido ao cargo de Chefe Adjunto da Divisão Industrial da Linha Saguramo na "Saktransgazmretsvi", onde assumiu a responsabilidade pela supervisão e gerenciamento dos principais gasodutos da região. Com a fundação da Georgian Gas Transportation Company em 2000, ele foi nomeado Engenheiro Chefe da Divisão Industrial da Linha Saguramo, onde continuou a desempenhar um papel crucial na operação e manutenção da infraestrutura de transporte de gás. Em 2004, devido ao seu desempenho destacado e vasta experiência, foi promovido ao cargo de Diretor da mesma filial, assumindo a liderança total das operações.
Em 2005, Vladimeri Gaprindashvili foi nomeado como Chefe do Departamento de Operação de Gasodutos Principais e Estações de Distribuição de Gás na empresa "Gas Transportation Company of Georgia" Ltd. Desde 2008, ele tem desempenhado um papel crucial ao ocupar o cargo de Chefe do Serviço de Operações de Gasodutos Principais e Estações de Distribuição de Gás dentro do Departamento de Provisão Técnica de Engenharia. A sua experiência e liderança têm sido fundamentais para o desenvolvimento e manutenção das infraestruturas essenciais para o transporte e distribuição de gás na Geórgia.
Vladimer Gaprindashvili foi agraciado com diversos prêmios tanto do estado georgiano quanto de entidades da indústria, incluindo o prestigiado título de "Trabalhador Homenageado da Indústria do Gás da Geórgia" do Ministério da Economia e Desenvolvimento Sustentável da Geórgia .